# Chrysler Imperial Parade Phaeton
El Chrysler Imperial Parade Phaeton es un modelo exclusivo del que se fabricaron únicamente tres unidades, producido en 1952 por la empresa estadounidenses Chrysler como vehículo para ceremonias públicas. Diseñado por Virgil Exner, en muchos sentidos fue una muestra preliminar del nuevo estilo "100 Million", presentado en 1955 en la marca Imperial recién separada de la casa matriz y en otros Chrysler de tamaño completo.

## Detalles
Los coches se basaron en un chasis Imperial Crown Limousine de 1952 alargado (hasta 147,5 pulgadas (375 cm)) y contaban con una carrocería completamente personalizada, con la excepción de la parrilla del Imperial de 1951, los parachoques y las molduras delanteras y traseras. Algo casi exclusivo para un automóvil de posguerra, se trataba de un faetón de doble capota, con compartimentos para los pasajeros delanteros y los traseros separados, cada uno con su propio parabrisas. No disponía de ventanas laterales, y la capota plegable de polietileno, ligera y flexible, cubría solo el compartimento trasero, y quedaba recogida completamente por debajo de una tapa con bisagras traseras cuando no estaba en uso. Las puertas traseras se abrían con las bisagras atrás y no tenían manijas exteriores. En 1940, Chrysler construyó seis ejemplares de producción limitada con el mismo enfoque de exclusividad, con el nombre de Chrysler Newport Phaeton, también usando chasis del Imperial.
Bajo la carrocería personalizada, la mecánica era estándar de Chrysler, pero de primera línea para la época, con un motor V8 FirePower de 331 pulgadas cúbicas (5.42 L), convertidor de par y dirección asistida.
Se construyeron tres coches. Uno era para la ciudad de Nueva York, el segundo para Los Ángeles, y el tercero estaba destinado a ser un regalo para la Casa Blanca, pero fue rechazado en contra de las reglas de entonces para recibir regalos. Este tercer automóvil se destinó finalmente a la ciudad de Detroit y se usó en todo el país. Los coches continuaron siendo propiedad y mantenidos por Chrysler Corporation.
Después de tres años de servicio, los coches fueron devueltos a la fábrica en 1955 para actualizarlos a la apariencia Imperial de 1956, en cuya forma se han mantenido hasta el día de hoy. Se reemplazaron la parte delantera y trasera, incluidas las rejillas, los parachoques y las molduras. Internamente, los motores se actualizaron con carburador de cuatro cuerpos y se instalaron transmisiones Powerflite completamente automáticas. Todos los coches se pintaron de nuevo, y después de la reconstrucción se donaron a las respectivas ciudades.
Chrysler presentó el prototipo llamado Chrysler Phaeton en 1997, que evocaba el modelo original.

## Coche de Nueva York

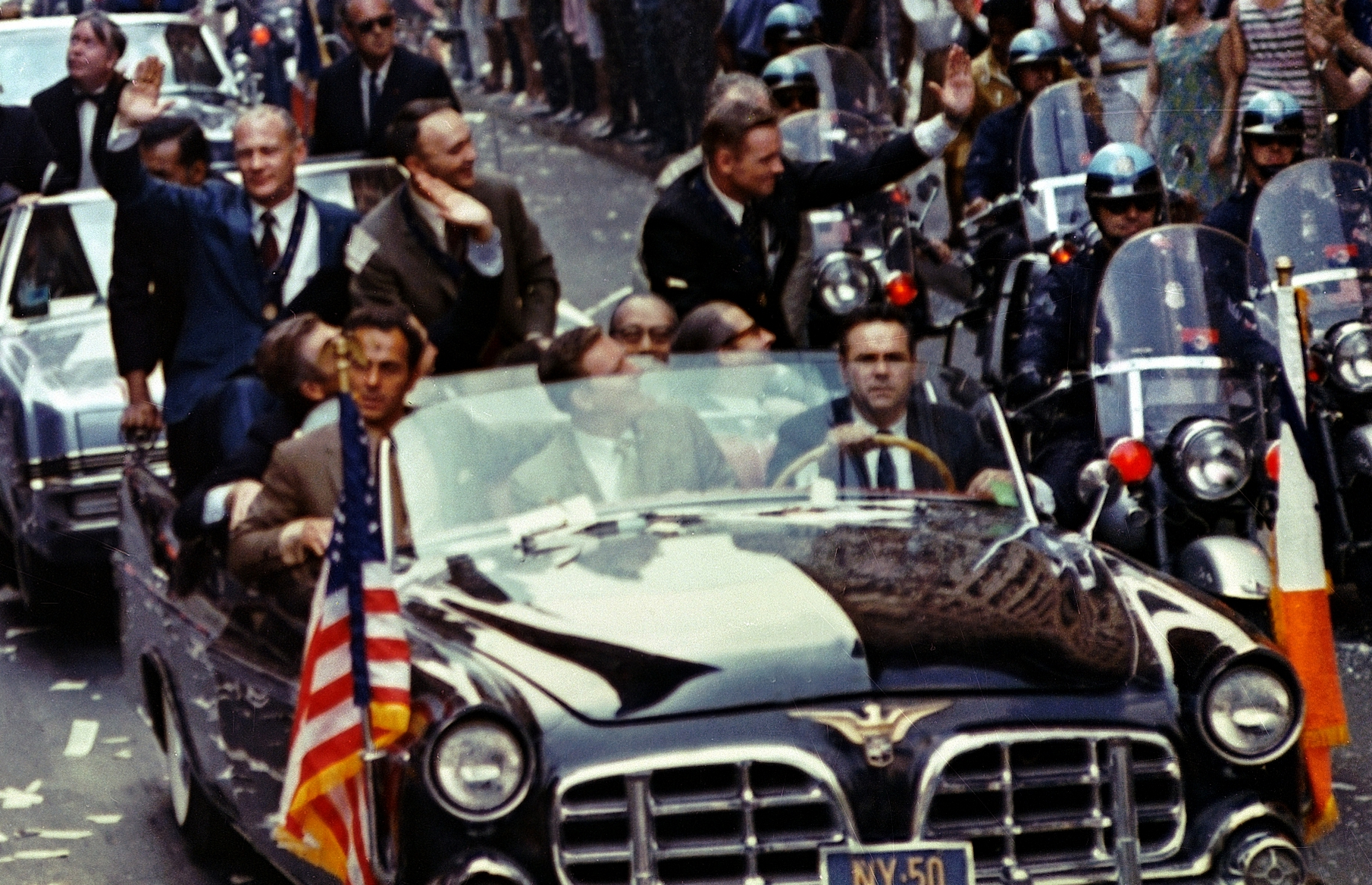
Los astronautas del Apollo 11 viajan en el Chrysler Imperial Parade Phaeton de Nueva York en un desfile de homenaje

El automóvil de Nueva York se pintó originalmente en negro y se tapizó con un interior gris. En la reconstrucción de 1955, se volvió a pintar de color blanquecino con un interior rojo. Debe haber sido repintado en negro nuevamente antes del desfile del 11 de agosto de 1969 con los astronautas del Apolo 11, como se evidencia en la foto. El automóvil permanece en posesión de la ciudad de Nueva York y fue reconstruido a principios de la década de 1980. En este momento, se volvió a pintar en negro, pero conservó el interior rojo.
El Phaeton todavía se usa ocasionalmente en actos oficiales, desfiles y ceremonias. A lo largo de los años, ha sido utilizado por numerosos dignatarios, celebridades y personalidades notables.

## Coche de Los Ángeles
El automóvil de Los Ángeles estaba pintado de color crema y tapizado con un interior rosa. Se usó por primera vez en el Desfile del Torneo de las Rosas de 1953. Posteriormente se utilizó por toda la costa oeste. En su reconstrucción de 1955, fue repintado de color azul plateado metálico con un interior blanquecino. Se puede ver de esa forma en el película de 1959 del musical de Broadway Li'l Abner, transportando al personaje que encarnaba al "General Bullmoose". Posteriormente fue restaurado y repintado de blanco, conservando su interior blanquecino. El interior se cambió posteriormente, quedando revestido de cuero rojo. Todavía está en posesión de la Ciudad de Los Ángeles y participa en desfiles y celebraciones oficiales. Su uso en otras películas de Hollywood incluye How to Marry a Millionaire de 1953 transportando a Lauren Bacall, la limusina de Victor Mature en The Big Circus de 1959, la película de Jerry Lewis de 1960 Cinderfella y Dulce pájaro de juventud de 1962. Una aparición más reciente se produjo en la película Assassination, filmada por Charles Bronson en 1987.

## Coche de Detroit

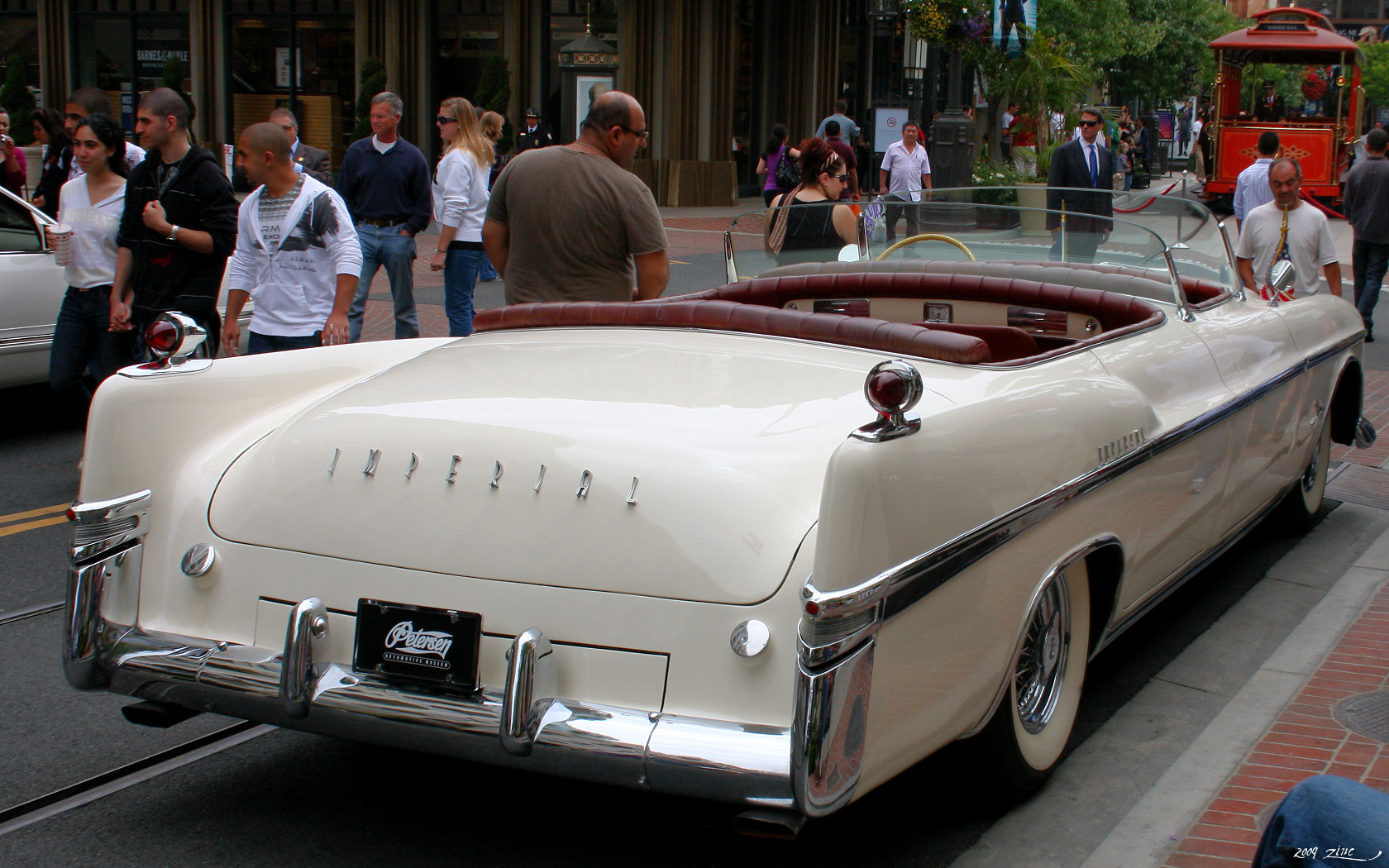
Otra vista del coche de Detroit

El automóvil de Detroit se pintó originalmente en color verde metálico con un interior de cuero natural, y se usó en eventos por todo el país. Fue repintado en color arena con un interior rojo en su reconstrucción de 1955. Este faetón se vendió y terminó en manos privadas, pasando a formar parte de la colección de Paul Stern durante algún tiempo, antes de ser vendido a la colección del Imperial Palace en Las Vegas, donde se exhibió durante muchos años. En 2001, cuando se dividió la gran colección del Imperial Palace, se vendió a Robert Petersen y ahora se exhibe en el Museo Petersen del Automóvil de Los Ángeles. El coche está actualmente pintado en blanco con un interior rojo.